# 河田佳蔵
河田 佳蔵（かわた かぞう）は、幕末の人物。徳山藩士。徳山七士の一人。名は政佳、字は圭人、号は月波。徳山藩士・林正愛の次男で、河田鉄蔵の養子。

## 生涯
天保13年（1842年）9月23日、徳山藩士・林正愛の次男として生まれる。
万延元年（1860年）に河田鉄蔵の養子となり、その後を継ぐ。人となりは温良寡言で、江村忠純や本城清に学問を学び、剣術を浅見栄三郎に学んだ。文久2年（1862年）、藩主・毛利元蕃に従って京都に入り、周旋方として尊攘運動を進めた。翌文久3年（1863年）に帰藩すると、萩詰徳山藩邸の留守居役及び両人役補助に任じられ、また先鋒隊の元締役を兼ねた。
元治元年（1864年）7月19日の禁門の変の後、徳山藩内では幕府に恭順の意を示した保守派の富山源次郎が権勢を誇った。同年8月9日の夜、佳蔵は富山源次郎を除こうと富山の居宅を襲撃し、一撃を浴びせ負傷させるも致命傷には至らなかった。佳蔵は暗殺に失敗したため逃亡し、まず徳山藩領の来巻村の林杏庵を訪ね一夜を過ごし、その間に刀・袴を捨てて百姓を装って、翌8月10日、萩藩領の室積の港にたどり着き、船を雇って上関・室津の小方謙吉を訪ね、8月11日、長州征伐の情報を収集する。
8月12日に情報を携えて徳山藩に戻ったが、城下の至る所で厳しい検問が行われている事を知り、再び上関に向かうも船が既に手配されていたため上関行きを断念し、陸路で岩国に向かい、同地に滞在していた萩藩の重臣清水親知・周布政之助を頼り後図を諮り、岩国の知人に身を匿ってもらおうとしたが、岩国領の役人に拒まれる。行くあてを無くした佳蔵は再び徳山藩を目指したが、欽明寺峠手前で岩国領の武士10人の検問にあって捕らえられた。
8月18日に徳山藩へ引き渡され、8月19日に浜崎の獄舎に入れられる。佳蔵は獄中暮らしの中、『河田佳蔵獄中日記』を書き、この中で佳蔵の獄中暮らしが詳細に綴られている。9月2日、河田家の家名断絶が言い渡され、佳蔵の妻と両親は偶居となる。10月24日、井上唯一と共に刑に臨み、「疎狂憂国欲排氛、一片赤心聊報君、剣響忽醒廿余夢、他年誰弁正邪分」と高吟し終わって処刑された。享年23。
藩論回復後、徳山藩主・毛利元蕃は、殉難七士の家を復興し、その遺族を優遇した。明治21年（1888年）に靖国神社に合祀され、明治31年（1898年）には徳山七士の7名全員に従四位が贈られた。周南市の児玉神社には七士の顕彰碑（初めは遠石地区に建てられた）と贈従四位の碑が建っている。